# Johan Vansummeren
Johan Vansummeren (Lommel, 4 febbraio 1981) è un ex ciclista su strada belga, professionista dal 2003 al 2016, vincitore della Parigi-Roubaix 2011.

## Carriera
Passò professionista nel 2003, a 22 anni, con la squadra belga Quick Step-Davitamon: vi rimase per un solo anno, correndo nella seconda formazione. L'anno seguente si trasferì alla spagnola Relax-Bodysol, mentre nel 2005 tornò in patria, alla Davitamon-Lotto. Corse ancora nella Davitamon (rinominata in Silence), come gregario, soprattutto nei tratti pianeggianti. Le sue prime vittorie da professionista risalgono al 2007, quando riuscì a conquistare l'ultima tappa a cronometro del Giro di Polonia e la classifica generale della competizione.
Nel 2010 si trasferì alla formazione statunitense Garmin-Transitions. Dopo 4 anni senza vittorie, nel 2011, con un'azione a sorpresa, trionfò nella prestigiosa Parigi-Roubaix, vincendo per distacco davanti al campione in carica Fabian Cancellara. Rimase alla Garmin fino a fine 2014, quando passò all'AG2R La Mondiale.
Il 29 giugno 2016 annunciò il ritiro dal professionismo a causa di problemi cardiaci.

## Palmarès
- 2002 (Under-23)

Zellik-Galmaarden
Circuit du Hainaut
- 2003 (Under-23)

Liegi-Bastogne-Liegi Under-23
- 2007 (Predictor, due vittorie)

7ª tappa Giro di Polonia (Jelenia Góra > Karpacz)
Classifica generale Giro di Polonia
- 2011 (Garmin, due vittorie)

Parigi-Roubaix
Duo Normand

### Altri successi
- 2006 (Davitamon-Lotto)

Classifica a punti Tour of Britain
- 2007 (Predictor)

1ª tappa, 2ª semitappa Settimana Internazionale di Coppi e Bartali (Misano Adriatico, cronosquadre)
- 2012 (Garmin)

2ª tappa Tour of Qatar (Lusail, cronosquadre)

## Piazzamenti

### Grandi Giri
- Tour de France

2005: 136º
2006: 112º
2007: 63º
2008: 87º
2009: 93º
2010: 30º
2014: 74º
2015: ritirato (11ª tappa)
- Vuelta a España

2004: 35º
2011: 70º
2012: 79º
2013: 88º
2014: 118º

### Classiche monumento
- Milano-Sanremo

2005: 85º
2006: 102º
2007: 87º
2008: 133º
2009: 61º
2010: 98º
2011: 123º
2012: 81º
2013: 74º
2014: 98º
2015: 156º
- Giro delle Fiandre

2004: 121º
2007: 51º
2008: ritirato
2009: ritirato
2010: 54º
2012: 49º
2013: 20º
2014: ritirato
2015: 105º
- Parigi-Roubaix

2007: 92º
2008: 8º
2009: 5º
2010: ritirato
2011: vincitore
2012: 9º
2013: 50º
2014: 38º
2015: 75º
- Liegi-Bastogne-Liegi

2005: 30º
2006: 61º
2007: 56º
- Giro di Lombardia

2005: ritirato
2006: ritirato
2008: ritirato
2009: ritirato
2010: ritirato
2011: 62º

### Competizioni mondiali
- Campionati del mondo

Hamilton 2003 - In linea Under-23: 2º
Verona 2004 - In linea Elite: ritirato
Stoccarda 2007 - In linea Elite: ritirato
Copenaghen 2011 - In linea Elite: 177º
Limburgo 2012 - In linea Elite: ritirato
Toscana 2013 - In linea Elite: ritirato
Ponferrada 2014 - In linea Elite: 89º
- Giochi olimpici

Pechino 2008 - In linea: 41º